# Elisenda Paluzie
Elisenda Paluzie i Hernández, née le 13 octobre 1969 à Barcelone, est une enseignante et femme politique espagnole, militante souverainiste catalane.
Elle est présidente de l'Assemblée nationale catalane (ANC) de 2018 à 2022, après Jordi Sànchez i Picanyol qui a décidé de rejoindre la liste d'Ensemble pour la Catalogne pour les élections au Parlement de Catalogne de 2017.